# Масада
Масада (хебр. (метзуда) מצדה - тврђава) је некадашња јеврејска тврђава. На овој локацији у Израелу, на врху изолованог каменог платоа, на источном ободу Јудејске пустиње, изнад Мртвог мора, налазе се остаци древне палате и утврђења. Масада је постала позната по бици која је вођена 73. за време Првог јеврејско-римског рата између јеврејских бранилаца и римских легионара под командом Флавија Силве, које су опседале тврђаву. Током опсаде, већина бранилаца извршила је самоубиство схвативши да је пад тврђаве неизбежан.

## Географски положај и изглед
Литице на источној страни Масаде су скоро 450 m високе и спуштају се ка Мртвом мору, док су литице на западу високе око 100 m; природни прилаз врху литице је веома тежак. Врх платоа је раван и ромбоидног је облика, димензија приближно 600 х 300 m. Око врха платоа био је подигнут казаматски бедем дугачак 1.400 m и дебео 4 m са многим кулама. Сама тврђава имала је бројна складишта, цистерне за скупљање кишнице, бараке, палате и оружарницу. До утврђених капија града водила су три кривудава путића. Тачна географска локација тврђаве је 31°19′N 35°21′E.

## Историја
Према Јосифу Флавију, римско-јеврејском историчару из 1. века н. е., Ирод Велики је утврдио Масаду између 37 и 31 год. п. н. е. као сигурно уточиште у случају побуне његових поданика.
66. године н. е., на почетку великог Првог јеврејско-римског рата, група јеврејских побуњеника који су се називали Сикари преотела је Масаду од римског гарнизона који је у њој био стациониран. 70. године н. е. придружили су им се и други Сикари са својим породицама, који су били протерани из Јерусалима од стране других Јевреја који су у њему живели непосредно пред његово уништења током опсаде тог града коју је предводио римски цар Тит. Наредне две године Сикари су користили Масаду као своју базу из које су вршили препаде и узнемиравали Римљане и околно јеврејско становништво.
72. године н. е., римски управник Јудеје, Луције Флавије Силва, покренуо је Римску X легију и опсео је Масаду. После више неуспелих покушаја да пробију градске зидине, Римљани су изградили бедем око града, а на западној страни су почели са изградњом прилазне рампе користећи на хиљаде тона камења и земље.
Историчар Јосиф Флавије није забележио ни један одлучнији покушај Сикара да нападну Римљане током изградње прилазне рампе, што се умногоме разликује од његових описа опсаде других јеврејских тврђава што можда сугерише на претпоставку да Сикари нису имали довољно оружја и да нису били довољно вешти да се супротставе римској легији. Међутим, претпоставља се да је главни разлог било то што су Римљани за послове на изградњи рампе ангажовали јеврејске робове, а вера је Сикарима забрањивала да их убијају.
Рампа је завршена на пролеће 73. године после 2-3 месеца опсаде, што је Римљанима коначно омогућило да уз помоћ овна пробију зидине тврђаве. Међутим, када су ушли у тврђаву Римљани су установили да је отприлике око 1000 бранилаца запалило све зграде осим складишта са храном и да су затим извршили масовно самоубиство како би избегли сигурну смрт од руку својих непријатеља. Због тога што јеврејска религија не дозвољава самоубиство, претпоставља се да су браниоци извлачили сламку и наизменично убијали једни друге до последњег човека који је био једини од бранилаца који је извршио самоубиство, наводи Јосиф Флавије. Исти историчар наводи да само складишта хране нису запаљена јер су браниоци желели да покажу Римљанима да су, иако су имали могућност да опстану сами изабрали време своје смрти. Опис опсаде Масаде наводно су Јосифу Флавију испричале две жене које су се заједно са петоро деце сакриле у једно од цистерни за скупљање кишнице.

## Локација данас
Тачан положај Масаде установљен је 1842. године док су у периоду од 1963-1965. године на њему обављена обимна ископавања која је предводио израелски археолог Јигел Јадин. Посетиоцима тврђаве, који не желе да се до ње попну кривудавим путићем који је обновљен на источној страни планине, на располагању стоје две жичаре. Римска прилазна рампа још увек постоји на западној страни планине и преко ње се може доћи до тврђаве. Многе древне грађевине су рестауриране као и зидне слике у две Иродове палате и у Римском купатилу које је саградио. Такође су рестауриране и синагога и куће јеврејских побуњеника. Данас се могу видети и остаци римског зида, високог око 1 m подигнутог око тврђаве као и једанаест римских касарни. Цистерна за воду, која се налази на 2/3 успона уз литицу добија воду из оближњег вадија помоћу сложеног водоводног система што објашњава како су се побуњеници тако дуго снабдевали водом. Масада је 2001. године уврштена у Светску баштину од стране УНЕСКО.